# Worthington, Indiana
Worthington är en kommun (town) i Greene County i Indiana. Vid 2010 års folkräkning hade Worthington 1 463 invånare.